# 군남초등학교 (경기)
군남초등학교는 대한민국 경기도 연천군에 있는 공립 초등학교이다.

## 학교 연혁
- 1959.07.07 군남국민학교로 개교(삼거리 597)
- 1963.07.02 옥계분교장 개교(1972.3.1 독립)
- 1968.03.02 왕림분교장 개교(1988.2.28 은대초교로 통합)
- 1972.10.24 북삼분교장 개교(1991.3.1 본교 통폐합)
- 1981.03.09 병설유치원 개원
- 2000.03.01 옥계초등학교와 통합
- 2001.03.01 군남초.중 통합 현대화시범학교 개교
- 2013.09.01 제7대 주윤화 교장 취임
- 2014.02.12 제55회 15명졸업(총3.237명 졸업)

## 참고 자료
- 군남초등학교 - 한국교육학술정보원 학교알리미